# Petr Jiráček
Petr Jiráček (født 2. marts 1986 i Tuchořice) er en professionel fodboldspiller fra Tjekkiet der spiller som midtbanespiller. Han spiller i FC Fastav Zlín. Han har fra januar 2012 til 2015 spillet fra Hamburger SV i Bundesligaen.
Han fik debut for Tjekkiets fodboldlandshold i september 2011.

## Karriere
Jiráček blev født i Tuchořice i den vestlige del af det daværende Tjekkoslovakiet. Han begyndte i 1991, som 5-årig, at spille fodbold i klubben Sokol Tuchořice. I 1996 skiftede han til FK Baník Sokolovs ungdomsafdeling. Derfra blev han i 1998 udlånt til Buldoci Karlovy Vary og i 2001 til Slavia Prags ungdomshold.
I 2006 Hradec Králové blev Petr Jiráček rykket op på Baník Sokolov førstehold, der på daværende tidspunkt spillede i den Tjekkiske 2. liga. Det tjekkiske storhold Viktoria Plzeň blev næste stop for Václav Pilař, da han fra starten af sæsonen 2008/09 skiftede til klubben. Fra 2008 til 2011 spillede han 100 kampe i Gambrinus liga, og blev med Viktoria Plzeň nationale mestre efter sæsonen 2010/11.
I december 2011 valgte Jiráček at underskrive en kontrakt med den tyske klub VfL Wolfsburg med virkning fra 1. januar 2012. Tyskerne købte Jiráček for cirka fem millioner euro af Viktoria Plzeň. Kontrakten var gælden indtil 30. juni 2016.

### Landshold
Petr Jiráček debuterede 3. september 2011 for Tjekkiets fodboldlandshold i en EM-kvalifikationskamp mod Skotland. Det første landskampsmål scorede han 15. november 2011 i en kamp mod Montenegro. I maj 2012 han af landstræner Michal Bílek blev udtaget til Europamesterskabet i fodbold, der skulle spilles i Ukraine og Polen. I Tjekkiets anden kamp i turneringen, scorede Jiráček kampens første mål mod Grækenland.
Han er (pr. april 2018) noteret for 28 landskampe og tre mål.